# Thermopsis gracilis
Thermopsis gracilis är en ärtväxtart som beskrevs av Howell. Thermopsis gracilis ingår i släktet lupinväpplingar, och familjen ärtväxter. Inga underarter finns listade i Catalogue of Life.

## Bildgalleri

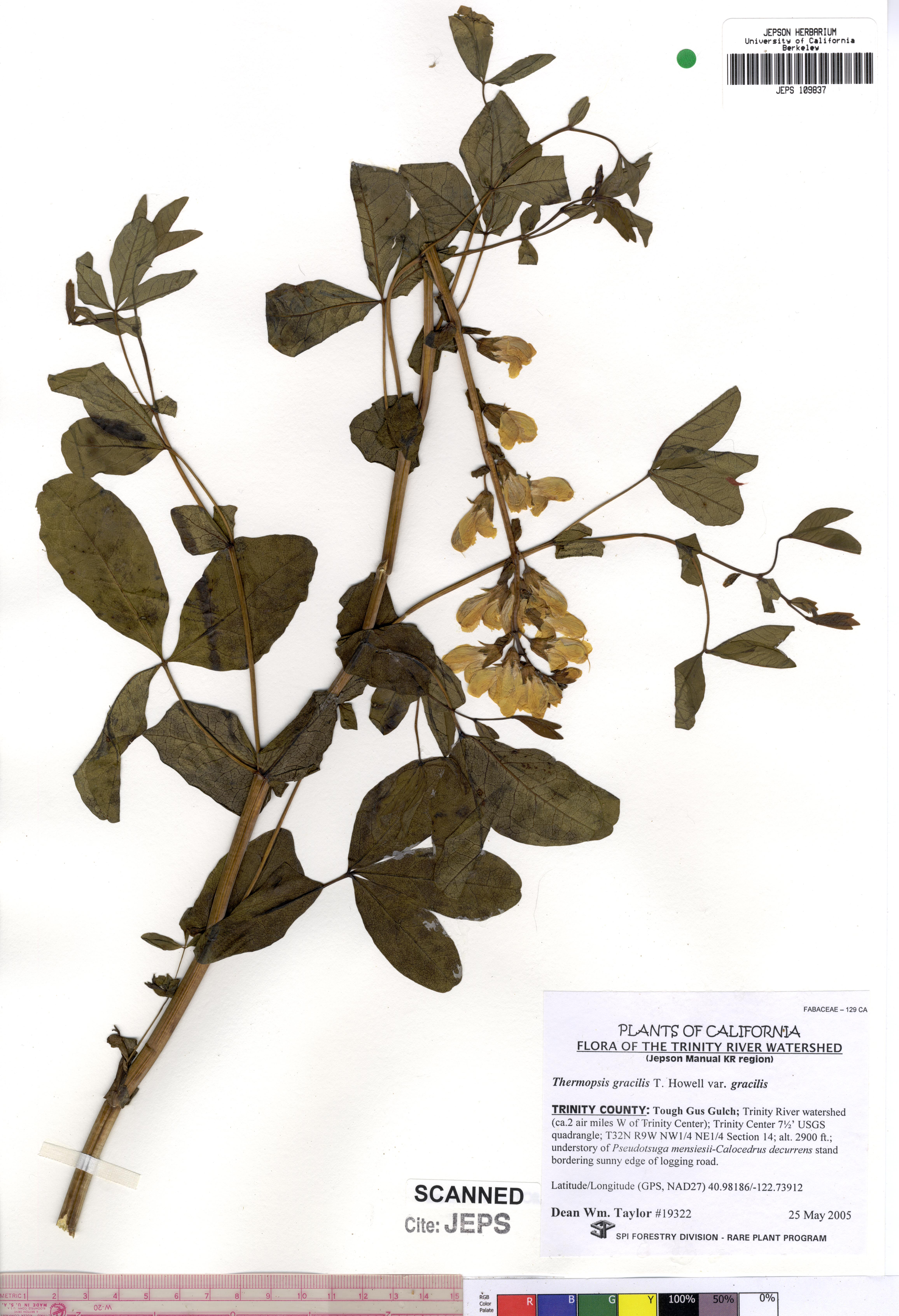